# Wolfsberger AC
A Wolfsberger AC egy osztrák labdarúgóklub, melynek székhelye Wolfsbergben található. Jelenleg az osztrák labdarúgó-bajnokság első osztályában szerepel. 
Hazai mérkőzéseit a 8000 néző befogadására alkalmas Lavanttal-Arenaban játssza. 
A klubot 1931-ben alapította Adolf Ptazcowsky, Karl Weber, Hermann Maierhofer, Franz Hafner és Michael Schlacher. Az első 37 évben a legalacsonyabb osztrák bajnokságokban szerepeltek, majd 1968-ban sikerült a regionális bajnokságba jutniuk, mely osztálynak hosszú időn keresztül tagjai voltak. 
2007-ben az SK St. Andrä nevezetű csapattal egyesültek. 
A 2011/12-es idény végén megnyerték a  másodosztály és feljutottak az első osztályba. A 2018/2019-es szezonban bronzérmet szereztek az élvonalbeli bajnokságban, így a 2019/2020-as kiírásban az Európa-liga csoportkörében szerepelhettek. A csoportban a 4.helyen végeztek 1 győzelemmel 2 döntetlennel és 3 vereséggel az Istanbul Basaksehir, az AS Roma és a Borussia Mönchengladbach mögött.
2025. május 1-jén történelmük során először nyerték meg a kupát a TSV Hartberg ellen 1–0-ra.

## Sikerek
- Osztrák másodosztály
  - 1. hely (1): 2011/12

- Osztrák kupa
  - 1. hely (1): 2024/25

## Jelenlegi keret
2025. február 6. szerint.
| #  |     | Poszt | Név                    |
| -- | --- | ----- | ---------------------- |
| 1  | AUT | K     | Lukas Gütlbauer        |
| 2  | SRB | V     | Boris Matić            |
| 3  | AUT | V     | Jonathan Scherzer      |
| 5  | CIV | V     | Cheick Mamadou Diabaté |
| 6  | CIV | KP    | Abou Sylla             |
| 7  | AUT | KP    | Angelo Gattermayer     |
| 8  | AUT | V     | Simon Piesinger        |
| 9  | CIV | CS    | Sankara Karamoko       |
| 10 | AUT | CS    | Thomas Sabitzer        |
| 11 | AUT | KP    | Thierno Ballo          |
| 12 | AUT | K     | Nikolas Polster        |
| 14 | AUT | KP    | Pascal Müller          |
| 17 | GHA | KP    | David Atanga           |
| 18 | AUT | KP    | Alessandro Schöpf      |
| 19 | GEO | KP    | Sandro Altunashvili    |

| #  |     | Poszt | Név                    |
| -- | --- | ----- | ---------------------- |
| 20 | SRB | KP    | Dejan Zukić            |
| 21 | AUT | K     | David Skubl            |
| 22 | AUT | V     | Dominik Baumgartner    |
| 27 | NGA | KP    | Chibuike Nwaiwu        |
| 30 | CIV | KP    | Claude Kouakou         |
| 31 | AUT | V     | Maximilian Ullmann     |
| 32 | AUT | CS    | Markus Pink            |
| 34 | GHA | KP    | Emmanuel Agyemang      |
| 37 | AUT | V     | Nicolas Wimmer         |
| 44 | AUT | KP    | Ervin Omić             |
| 47 | SVN | CS    | Erik Kojzek            |
| 77 | AUT | KP    | Maximilian Scharfetter |
| 97 | BIH | KP    | Adis Jašić             |
|    | CIV | KP    | Anderson Niangbo       |

## Magyarok a klubnál
2025. május 2-i állapotnak megfelelően.
- Mundi Viktor (1998–2000)
- Belvon Attila  (2000–2001)
- Simon Attila  (2014–2015)
- Wagner Benjamin  (akadémiai csapatok, 2023–)

## További infirmációk
- Hivatalos honlap (németül)